# Золоте Кільце (готель, Москва)
Золоте Кільце — п'ятизірковий готель у центрі Москви на вулиці Смоленській, 5. Належить до структури Управління справами Президента РФ.

## Опис
Готель розташований у 7 хвилинах ходьби від пішохідної вулиці Арбат у Москві напроти будівлі Міністерства закордонних справ Росії. Станція метро «Смоленська» розташовується в 5 хвилинах ходьби від готелю. Від цієї станції до Червоної площі і Кремля — 10 хвилин їзди.[джерело?]
У готелі 293 номери різних категорій, включаючи два розкішних Президентських апартаментів і спеціальний люкс для молодят, декорований у весільній стилістиці. Готель має панорамні ресторани з вікон яких відкривається вигляд на Москву з висоти 80 метрів.[джерело?]

## Нагороди
Готель є дипломантом конкурсу комітету з туризму та готельного господарства Москви «Дороговказна зоря» (рос. Путеводная звезда) у 2013 році в номінації «Готельні підприємства 5 зірок».